# Jesús Arturo Paganoni
Jesús Arturo Paganoni Peña (24 de septiembre de 1988; Guadalajara, Jalisco, México) es un exfutbolista mexicano. Jugaba como volante derecho o lateral derecho y su último club es el Club Puebla de la Primera División de México.
Paganoni se caracterizaba por ser lateral derecho de buena marca y buen despliegue ofensivo por lo que también puede desempeñarse como volante.

## Trayectoria

### Atlas Fútbol Club
Paganoni comenzó su carrera como jugador en los equipos juveniles del Atlas Fútbol Club.
Ricardo Antonio La Volpe debutó a Paganoni en el primer equipo de Atlas, el 14 de abril de 2007, dentro del  Torneo Clausura 2007. En dicho encuentro Atlas cayó por marcador de 0-2 ante el frente al Club América.

### Deportivo Toluca Fútbol Club
Llega al Deportivo Toluca Fútbol Club en el draft 2012, y casi a final del torneo cuando sufre una lesión en la pierna izquierda.

### Atlas Fútbol Club (2ª Etapa)
Después de haber quedado Toluca subcampeón regresa a Atlas iniciando el 2013 y estuvo bajo el mando de Tomas Boy en la sub-20.

### Irapuato & Veracruz
En el draft 2014 es contratado por el equipo fresero Club Atlético Irapuato. Tras una buena temporada con los freseros, regresó a la Primera División jugando con el Veracruz, donde contribuyó en la defensiva para que el equipo mantuviera la categoría, además de llegar a dos liguillas en 2015.

### Club Puebla
El día 22 de diciembre de 2019 se oficializa la incorporación de Jesús Paganoni, junto a Salvador Reyes, al Club Puebla como refuerzos para el Clausura 2020.

## Clubes
| Club            | País   | Año       |
| --------------- | ------ | --------- |
| Atlas F. C.     | México | 2007-12   |
| D. Toluca F. C. | México | 2012      |
| Atlas F. C.     | México | 2013      |
| C. A. Irapuato  | México | 2014      |
| C. D. Veracruz  | México | 2015-19   |
| C. Puebla       | México | 2020-2022 |

## Palmarés

### Campeonatos nacionales
| Título                    | Club     | País   | Año  |
| ------------------------- | -------- | ------ | ---- |
| Copa México Clausura 2016 | Veracruz | México | 2016 |